# 津和野城
津和野城（つわのじょう）は、石見国鹿足郡津和野霊亀山（島根県鹿足郡津和野町後田）にあった日本の城。三本松城や蕗城といった異称がある。城跡は国の史跡に指定されている。

## 概要
津和野城は津和野盆地の南西部に横たわる標高367メートルの霊亀山に築かれた山城である。築城時からは少なくても室町時代後期（戦国時代）までは三本松城（もしくは一本松城）と呼ばれていた。尾根伝いに南にある出城の中荒城、当城と併せて史跡指定されている。
江戸時代には津和野藩亀井氏の居城であったが、藩庁は急峻な山城を避け山麓に置かれた。
明治時代に廃城となったが、山上には石垣や堀（堀切、竪堀、連続竪堀など）が残る。山麓には馬場先櫓（島根県指定文化財）、物見櫓が現存している。また、藩主屋敷は島根県立津和野高等学校になり、庭園は嘉楽園となった。なお、本城部分を含む城域を南北に貫く形で鷲原八幡宮と太皷谷稲成神社を繋いで中国自然歩道が設定されており、この遊歩道から徒歩で登城できる。

## 歴史

### 鎌倉時代
鎌倉時代、元寇の翌年の弘安5年（1282年）吉見頼行は沿岸防備のため西石見地方の地頭としてこの地に赴任した。吉見氏は当初、木薗（木曽野。現在の津和野町木部）に屋敷（吉見氏居館跡）を設け、その北方に御嶽城や徳永城を築いていた。
永仁3年（1295年）、霊亀山南側の鷲原八幡宮の裏手から三本松城（もしくは一本松城）の築城を開始した。山頂に向かって拡張を続け、頼行の子・吉見頼直の代である正中元年（1324年）完成した。頼行以降、津和野城は吉見氏14代の居城となった。吉見氏時代の津和野城の大手道は喜時雨（きじう。霊亀山西麓の地区）側に繋がっており、当時の吉見氏の居館は喜時雨にあったとするのが通説である。

### 戦国時代・江戸時代
吉見氏は戦国時代には当初大内氏に属していたが、11代当主正頼は大寧寺の変で大内義隆を滅ぼした陶晴賢に対して挙兵。天文23年（1554年）に100日以上に及ぶ籠城戦が生じた（三本松城の戦い）。その後、厳島の戦いに勝利した毛利氏が防長経略を開始すると、吉見氏はその傘下に入って引き続き津和野城を居城とした。その後、慶長5年（1600年）関ヶ原の戦いにおいて毛利輝元を総大将とする西軍が敗れ、毛利氏が防長2か国に押し込められると、吉見氏も津和野を退去して萩に移住した。
代わって東軍に属した坂崎直盛が3万石（後に加増され4万3468石）で入城し、石垣を多用した近世城郭へと大改修を行った。大手の位置を吉見氏時代の搦手側に改め、出丸や天守を築いた。直盛は元和2年（1616年）に千姫事件で自害（または家臣に殺されたとも）し、坂崎氏は改易となった。
元和3年（1617年）因幡国鹿野藩（鳥取県鳥取市鹿野町）より亀井政矩が4万3千石で入城し、以後明治維新まで11代にわたり亀井氏の居城となった。亀井氏により、山麓に居館（津和野藩邸）や外堀が設けられて、城下町が整備された。貞享3年（1686年）城は落雷にあい火災が発生した。この際に天守も焼失し、以後再建されることはなかった。安永2年（1773年）、京都伏見稲荷より勧請し、太皷櫓の建つ城内の一角太鼓谷の峰に太鼓谷稲成神社を建立している。

### 近現代

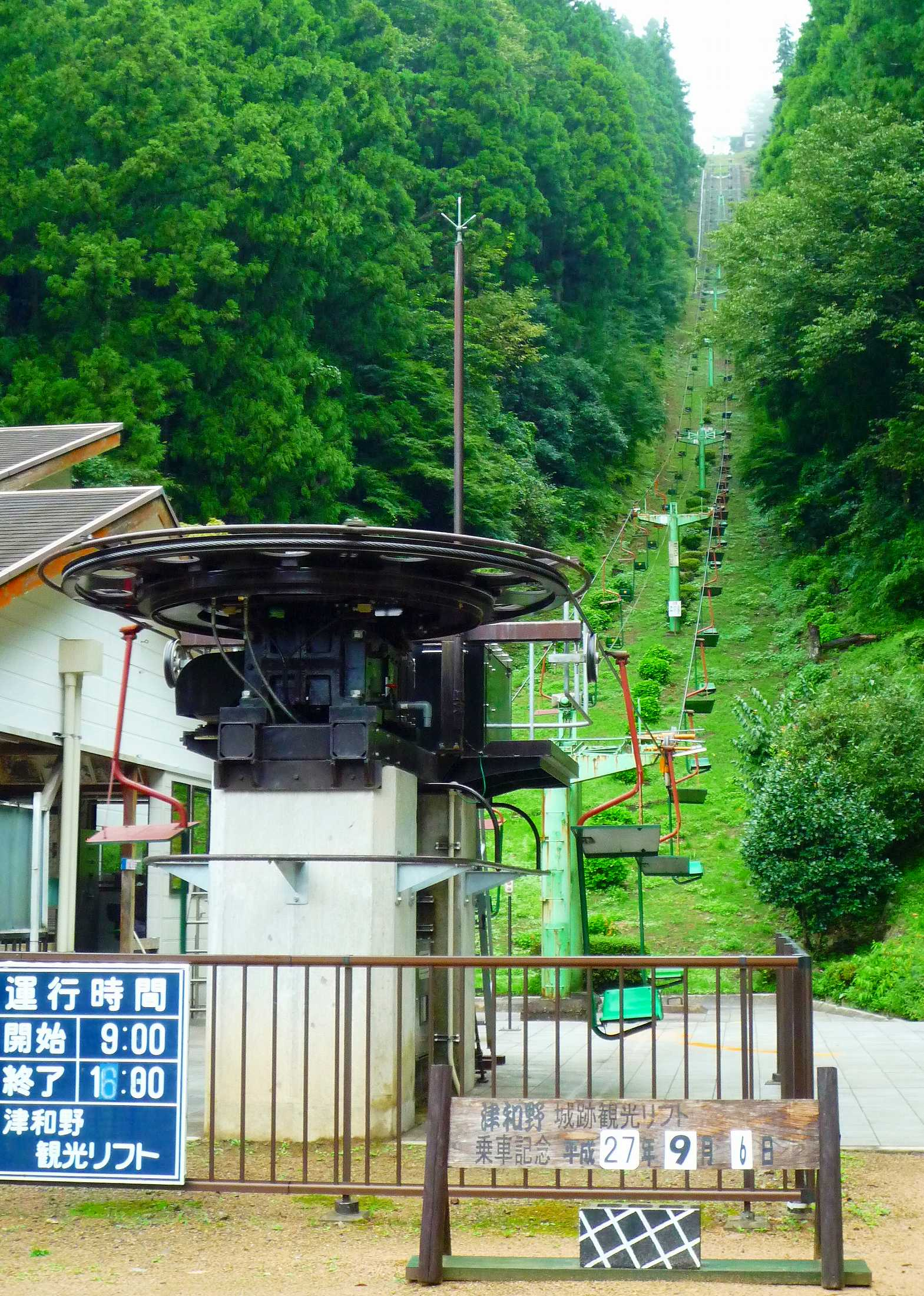
津和野城観光リフト

明治4年（1871年）、全国の各藩に先駆けて廃藩（廃藩置県）となり廃城となった。城は津和野の商人である三上喜左衛門に払い下げられ、翌7年（1874年）に山上の城は解体された。
昭和17年（1942年）10月14日、国の史跡に指定された。昭和47年（1972年）と平成19年（2007年）には史跡の追加指定が行われて指定範囲が拡大した。
昭和46年（1971年）には山上への観光リフトが完成した。また、平成18年（2006年）4月6日に日本100名城（66番）に選定された。
平成から令和にかけて保存整備事業が行われた。登山道の整備、木々の伐採などが実施された。

## 構造と遺構

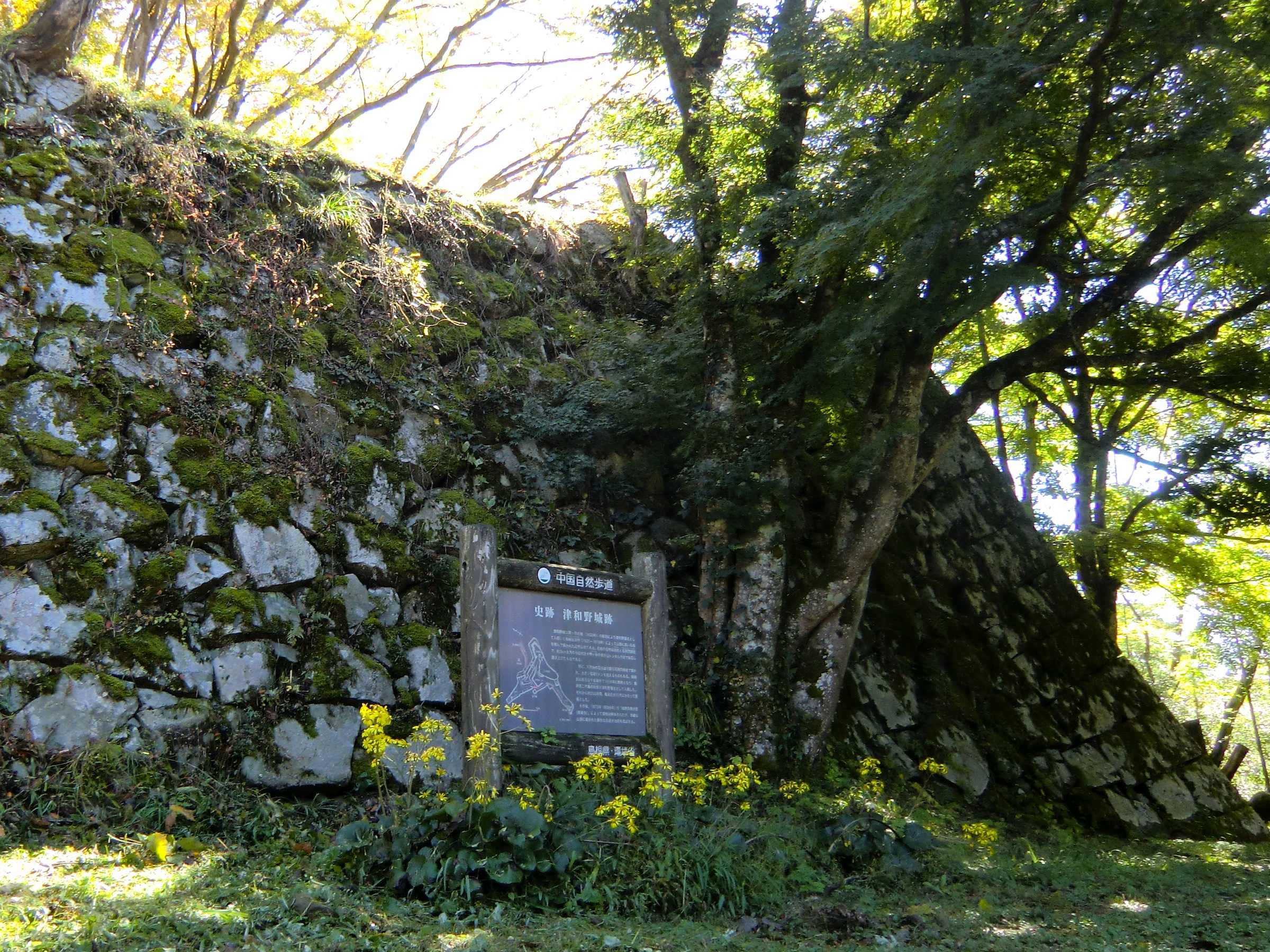
天守台の石垣

吉見氏時代の津和野城は、霊亀山の尾根・支尾根に多数の曲輪を持つ典型的な中世山城である。当時は石垣などは無く、土塁と空堀による城だった。吉見氏は長年に渡り城の防備・拡張を続けてきたが、三本松城の戦いを前には竪堀などが大きく強化された。当時の吉見氏は、南の山口に大内氏（実質的に陶氏）・北の益田に益田氏と対立しており、南に賀年城・北に下瀬城を支城として築くことで守りを固めていた。特に、当城より直線距離で約10kmほど北方にある下瀬城とは尾根伝いに行き来する間道があったとされ、三本松城の戦いでは陶軍の猛攻に晒される津和野城から下瀬城に本陣を移している。

### 山城（本城）
津和野城の本城（本曲輪）は比高200メートルの山頂に築かれた。坂崎氏時代に山頂が削平され、石垣や天守を備えた近世城郭となった。

#### 本丸と二の丸

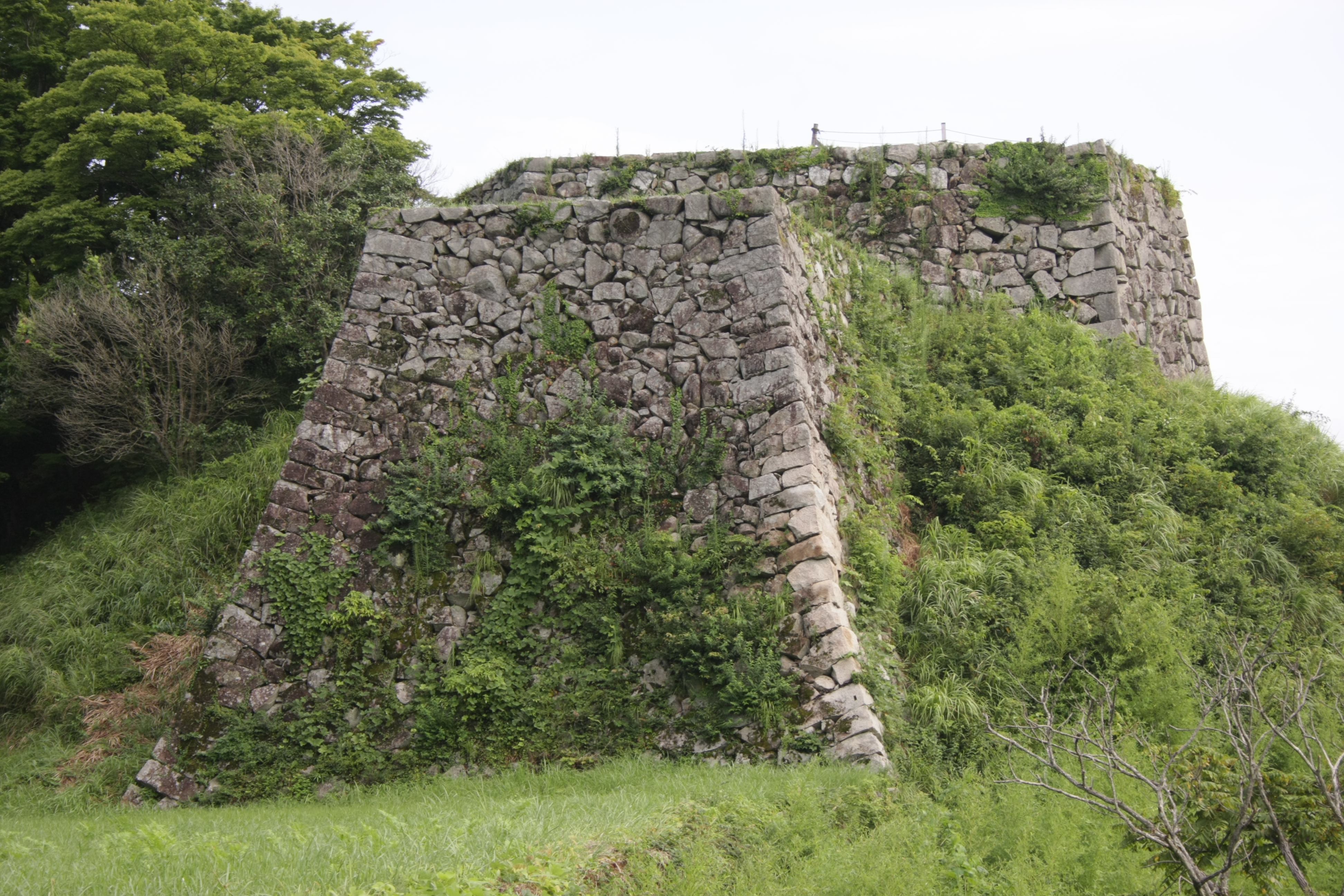
人質郭と三十間台の石垣

津和野城の主郭は近世城郭の石垣造りが良好な状態で保存されている。城の最高所は「三十間台」であり、津和野城下を一望できる。また、三十間台の南側には南門（三の丸）などを見下ろせる「人質郭」（人質を収容していたと伝えられる）が、北側には「太鼓丸」がある。
三十間台の西側には、坂崎氏時代に三重天守が建てられた「天守台」がある。天守台の石垣は、石英閃緑岩が使われており、大きい石は2トン以上のものである。なお、天守台が位置している場所は、本丸では無く二の丸である。
天守台の北側には、二の丸石垣から一段低いところを細長く走る腰曲輪が設けられ、太鼓丸の石垣下に位置する「隠門」まで続いている。

#### 三の丸
天守台から見て、西と南の二方向に張り出した形状をしているのが三の丸となる。西側の張り出し部には、馬をつなぎ止めていた「馬立（うまたて）」、石列の排水機構跡が残る「台所」がある。また、台所の奥（西側）には「海老櫓」があり、搦手側を見張っていた。
北から続く尾根（織部丸の方向）から本城への出入口となるのが「東門」で、坂崎氏時代以降の津和野城の大手門である。東門を見下ろすような三段の石垣には「三段櫓」が設けられ、厳重に守備されていた。そして、三の丸の西側（馬立）を挟んで東門の反対側に位置する「西門」は「西門櫓」が築かれていた。西門からは喜時雨に抜けることができ、津和野城の搦手（吉見氏時代は大手道）であった。
三の丸の南部には、曲輪内に番所などがあったとされる。「南門櫓」が築かれている「南門」からは、尾根をさらに南に下って中荒城へと続いている。

### 出城（出丸）

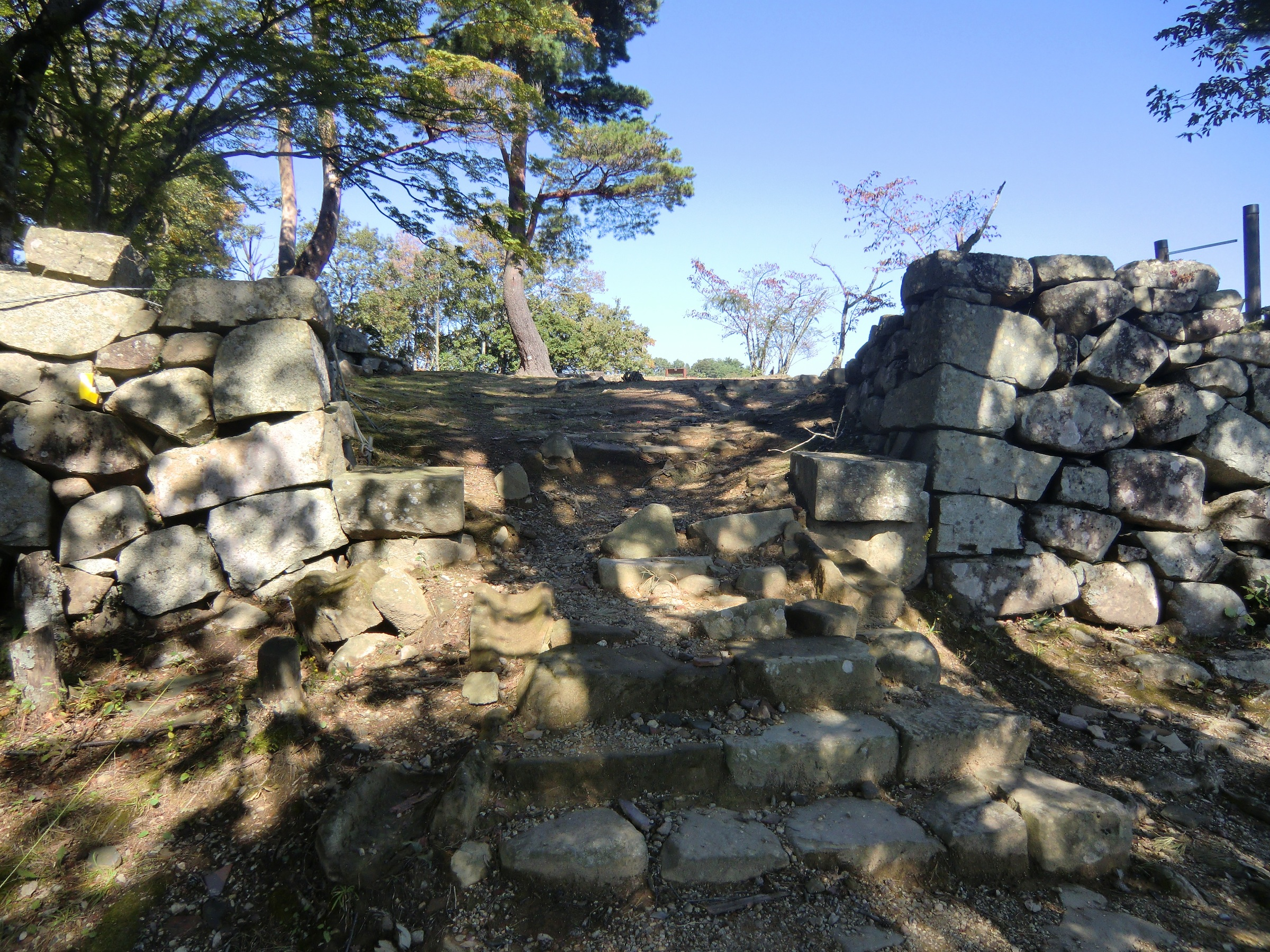
織部丸の石垣

織部丸
坂崎氏時代に増築された曲輪で、家老の浮田織部が普請奉行を務めたことから「織部丸」と呼ばれる。本城の北側、本丸東門から尾根沿いに約244メートル離れた距離に位置するが、鉄砲の普及に伴って防備強化が必要な場所に築かれたと考えられている。織部丸も石垣・塀・櫓で構築されており、出丸門の右側に番所があった。
北出丸
織部丸から約600メートル北の尾根に位置する出丸跡。

### 中荒城
本城の西南に位置する城郭。津和野城の見張りの城と位置づけられており、石積みの防塁跡が残る。また、中荒城の南麓（鷲原八幡宮の裏手）には「南出丸」と呼ばれる出丸が築かれている。津和野城は南側から始められたため、中荒城や南出丸は築城の初期に造られた。

### 堀
山城としての津和野城は、吉見氏時代に数多くの堀切・竪堀・横堀が作られている。特に前述の中荒城の周囲には多数の連続竪堀（放射状竪堀）が存在しており全山に渡って掘られた空堀は88ヶ所に及ぶ。
さらに、城山の周囲を流れていた津和野川が水堀（内堀）の役目を果たす。亀井氏時代となる寛文年間（1661年〜1673年）に約1キロメートルに及ぶ外堀が掘られている。

### 山麓の櫓

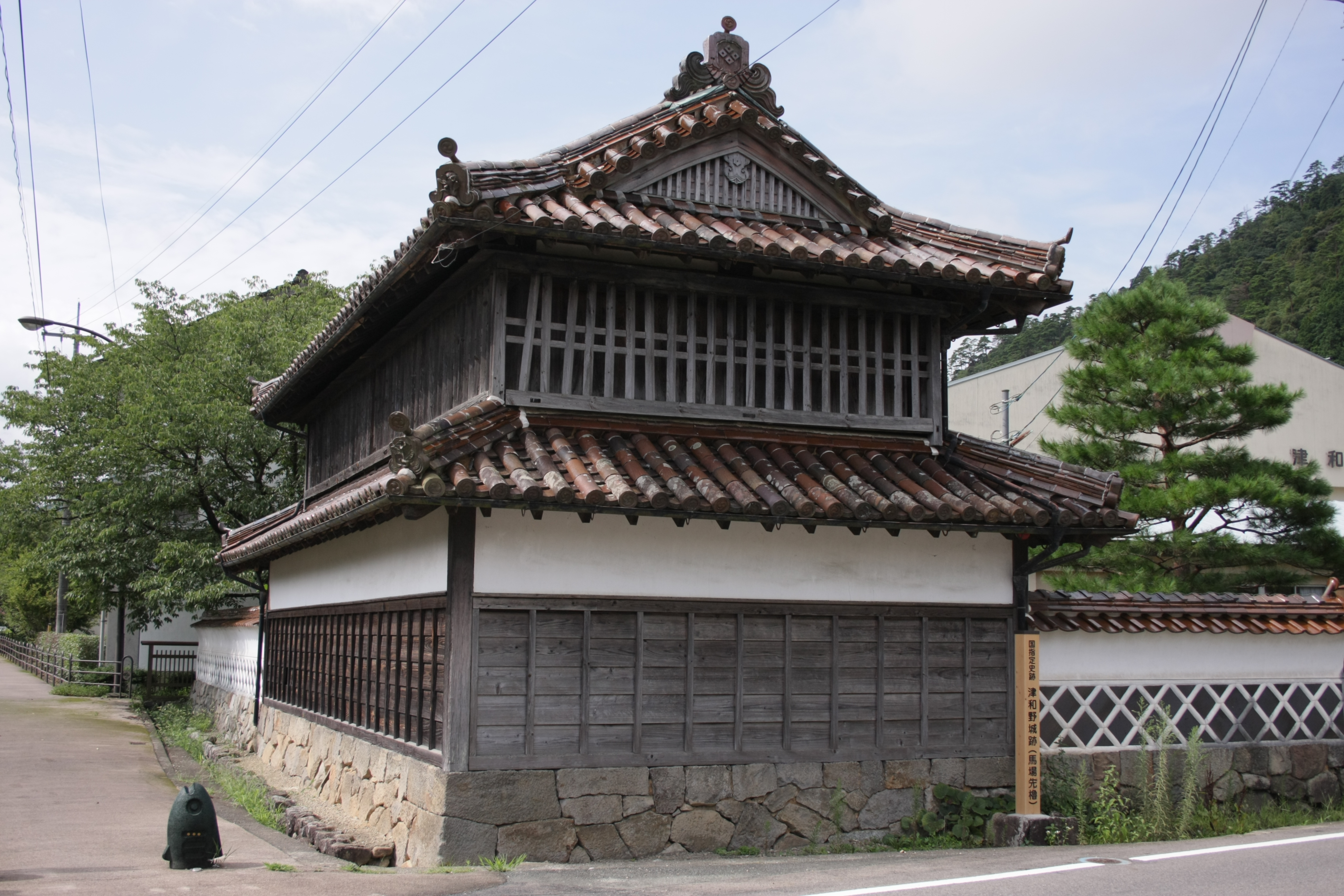
馬場先櫓

霊亀山東麓には津和野城の居館（津和野藩邸）があり、その櫓として「馬場先櫓」と「物見櫓」が現存している。
馬場先櫓は、津和野藩邸表門の左側の隅櫓で、近くに馬場があったことから名付けられた。馬の世話係の待機場所や穀物の倉庫として使われた。鉄分を含む釉薬をかけて焼くため赤味を帯びた独特の色を持つ石州瓦の屋根を持つ。築城時期の記録は残っていないが、嘉永6年（1854年）の藩邸焼失の後、安政3年（1856年）に再建されたものとされる。一方、物見櫓の方は、大正時代の道路建設に伴い嘉楽園に移築されている他、昭和時代の修復作業で本瓦吹きから桟瓦吹きに変更されている。

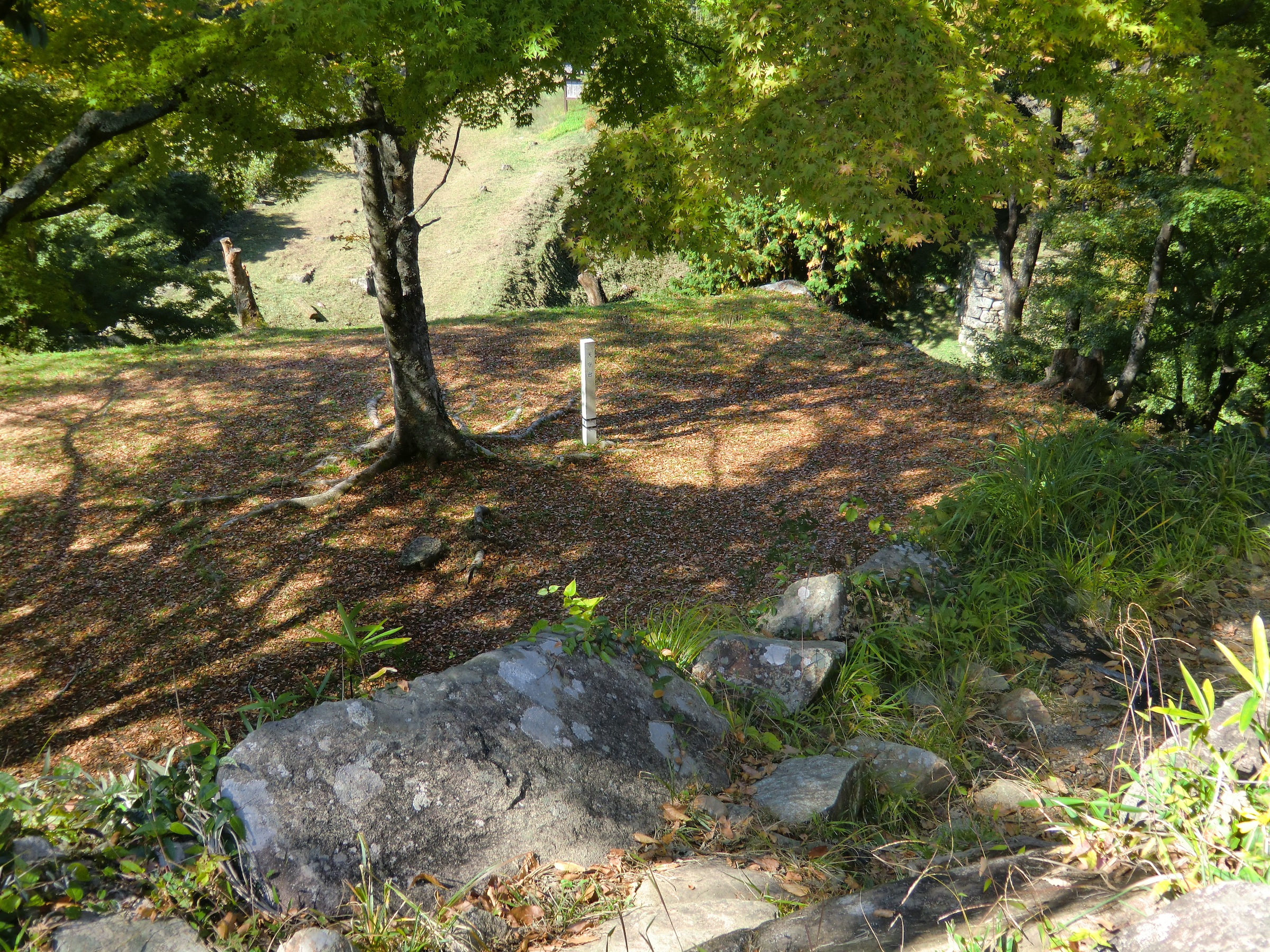
天守跡
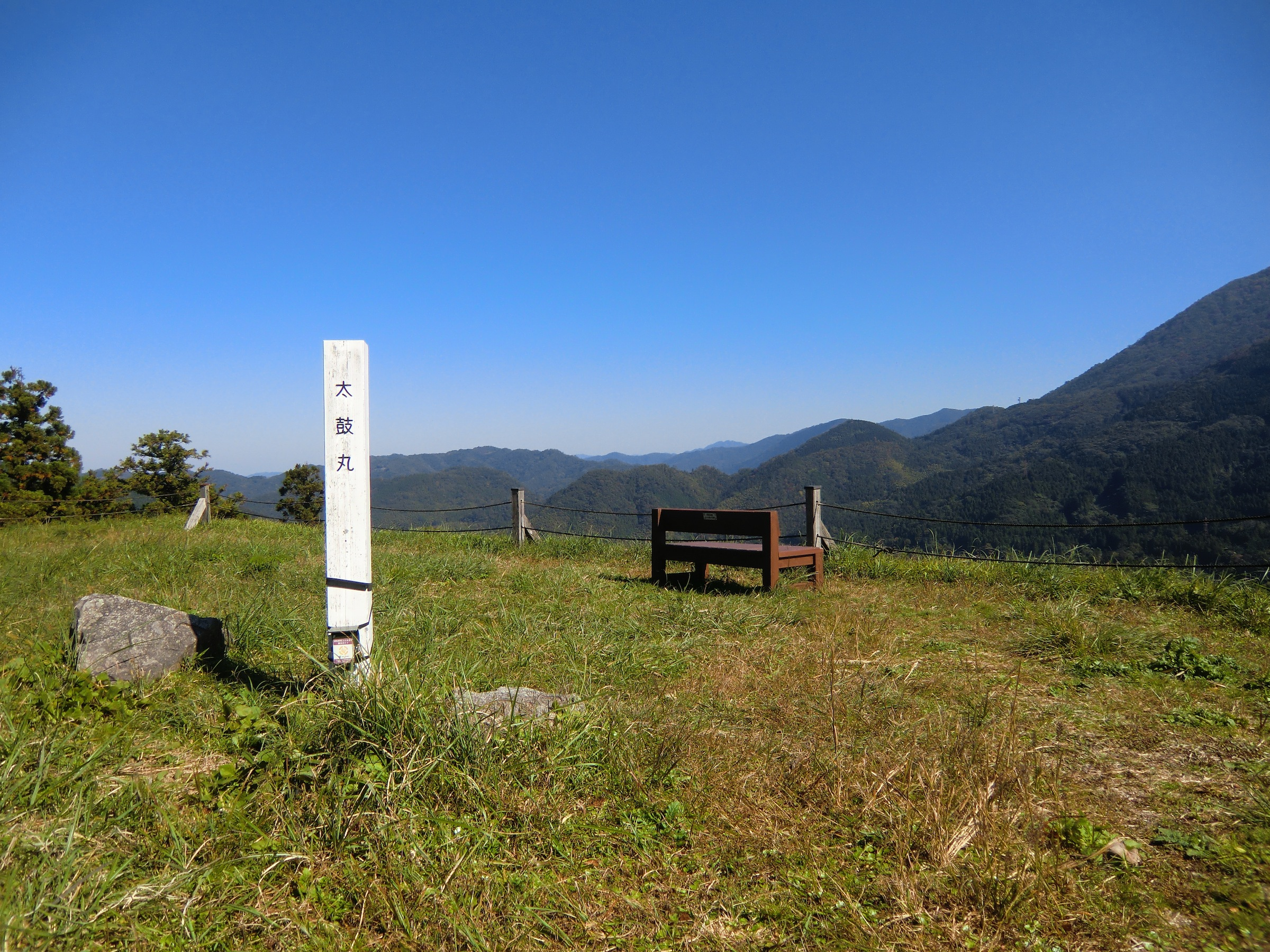
太鼓丸跡
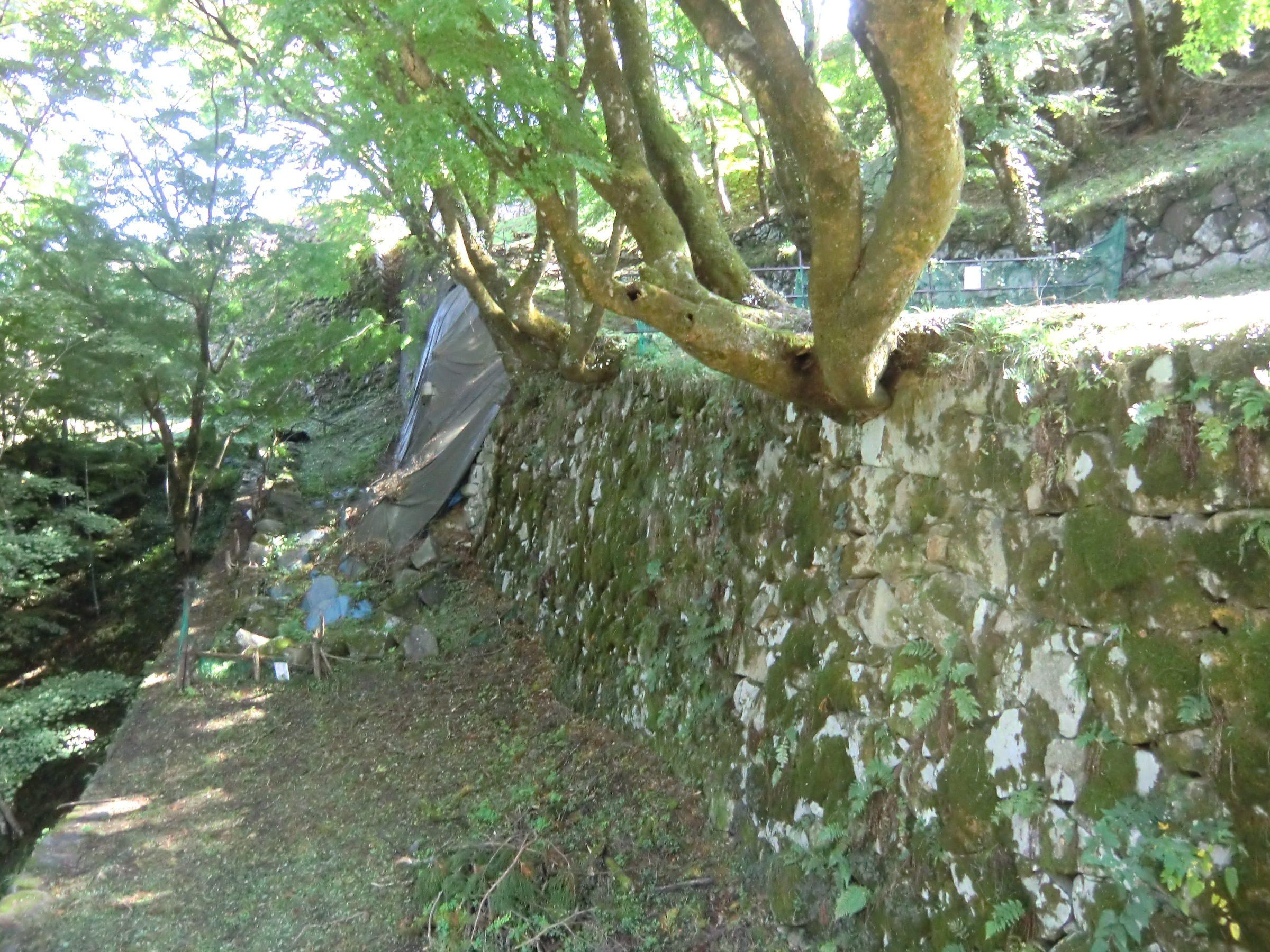
腰郭（左）と二の丸の石垣（右）
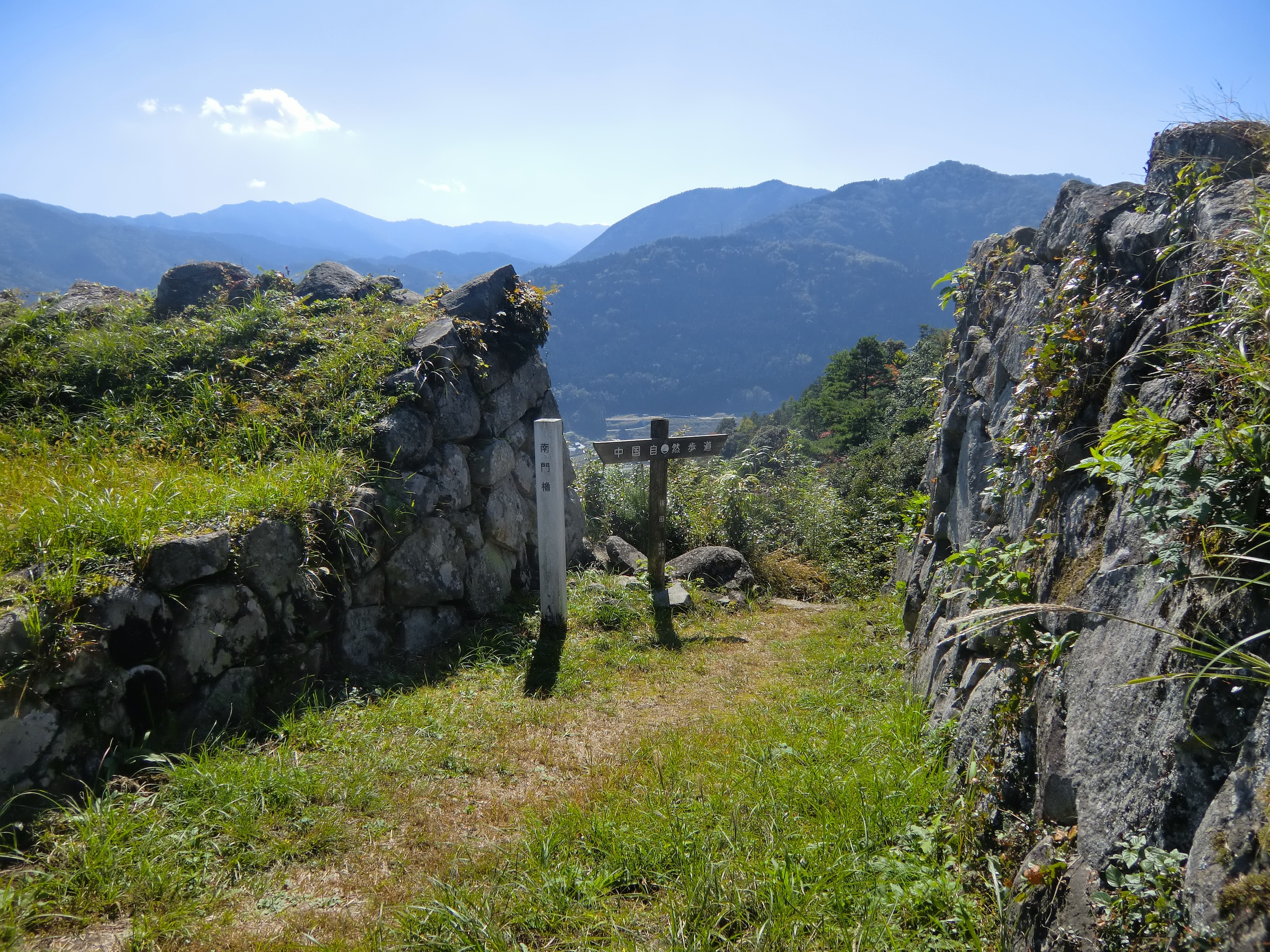
南門跡（内側）
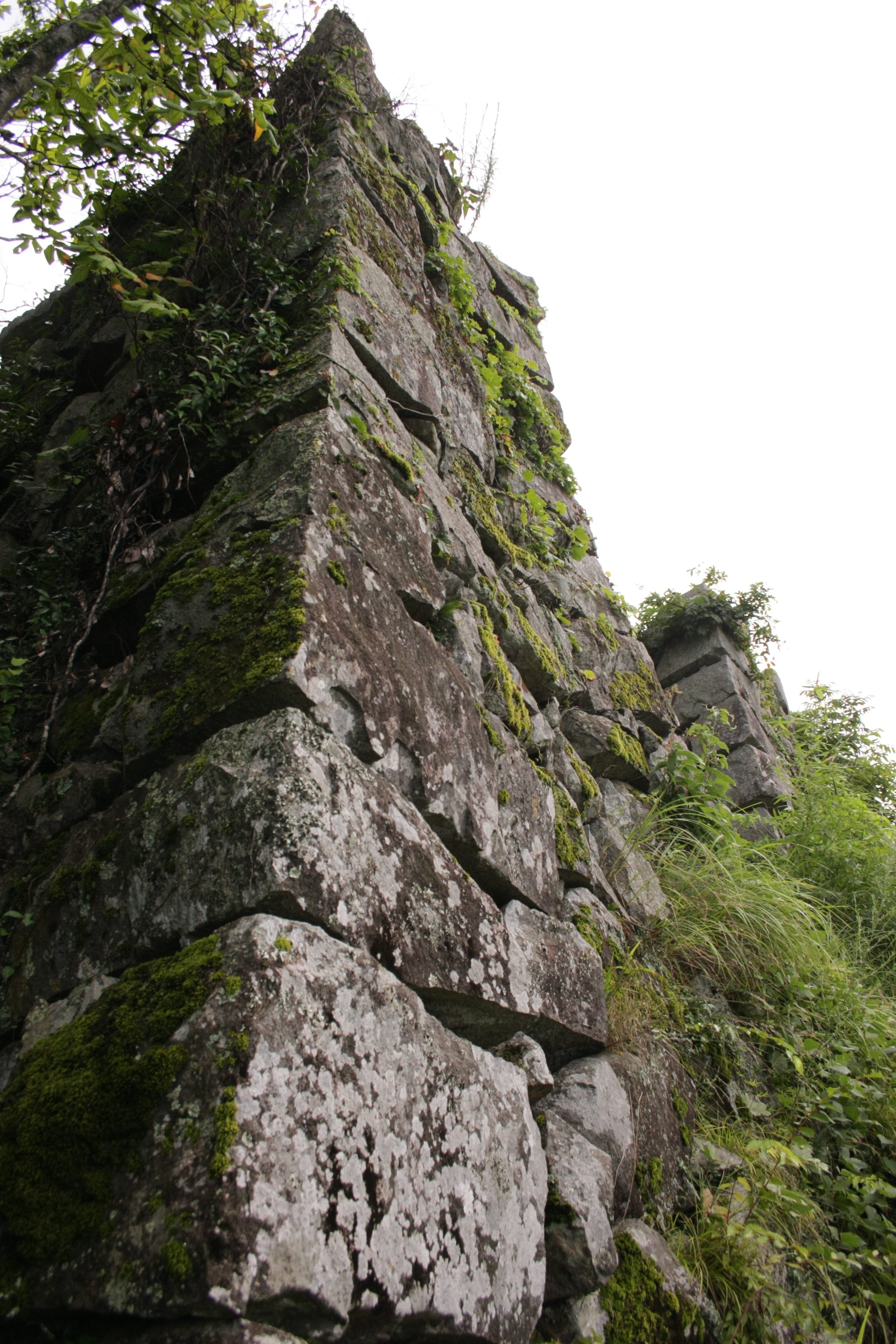
南門櫓の石垣
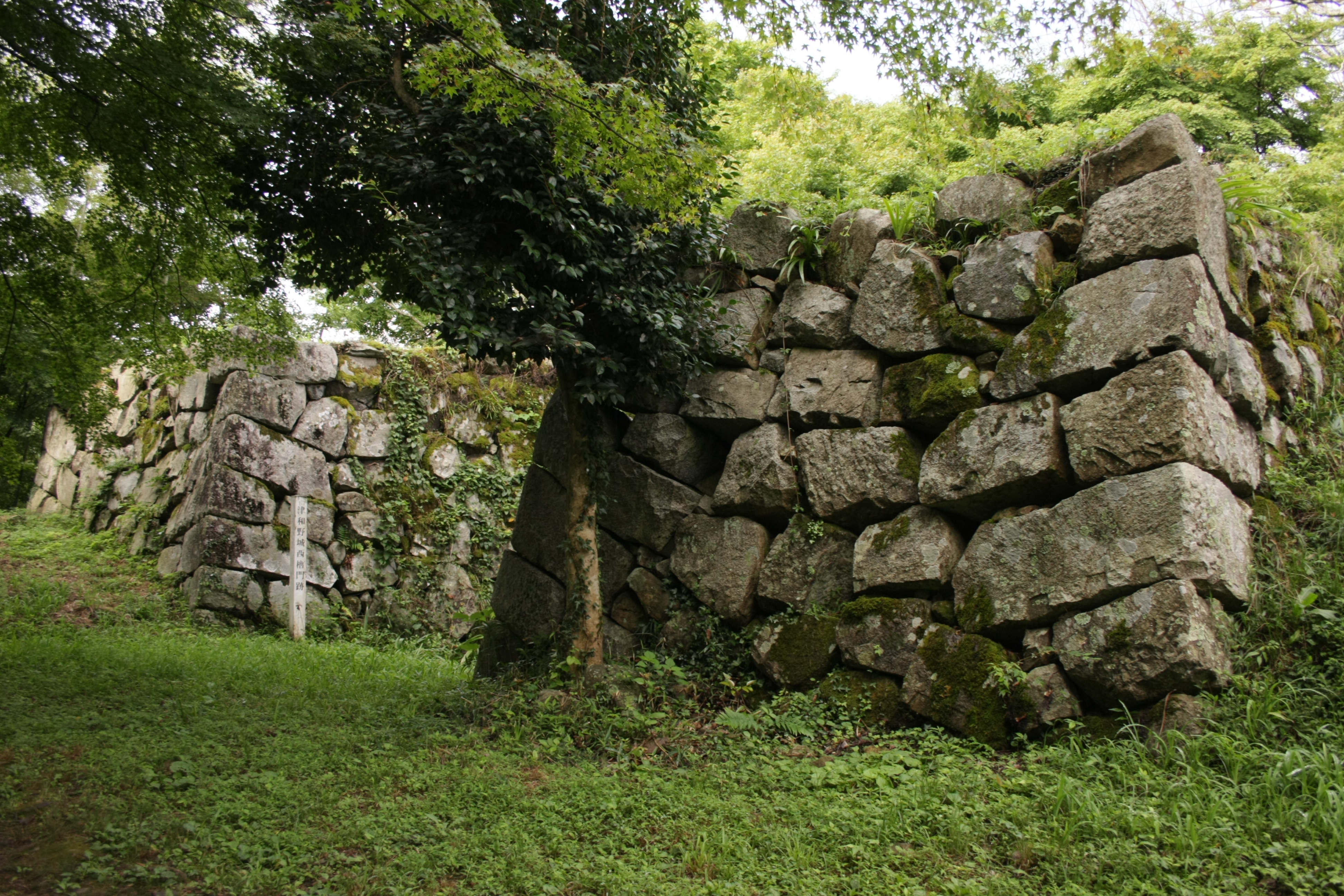
西門櫓の石垣
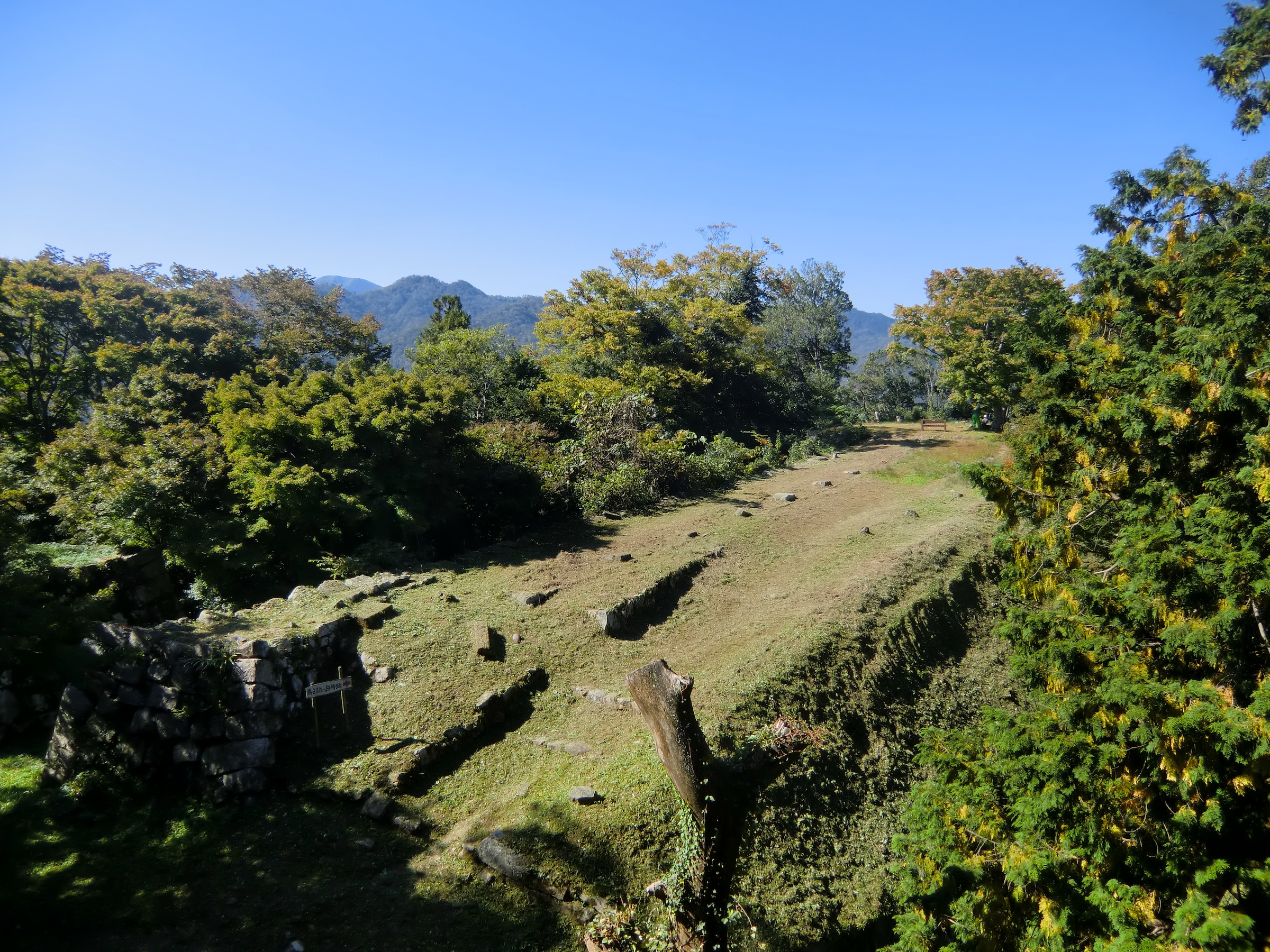
西側の三の丸跡
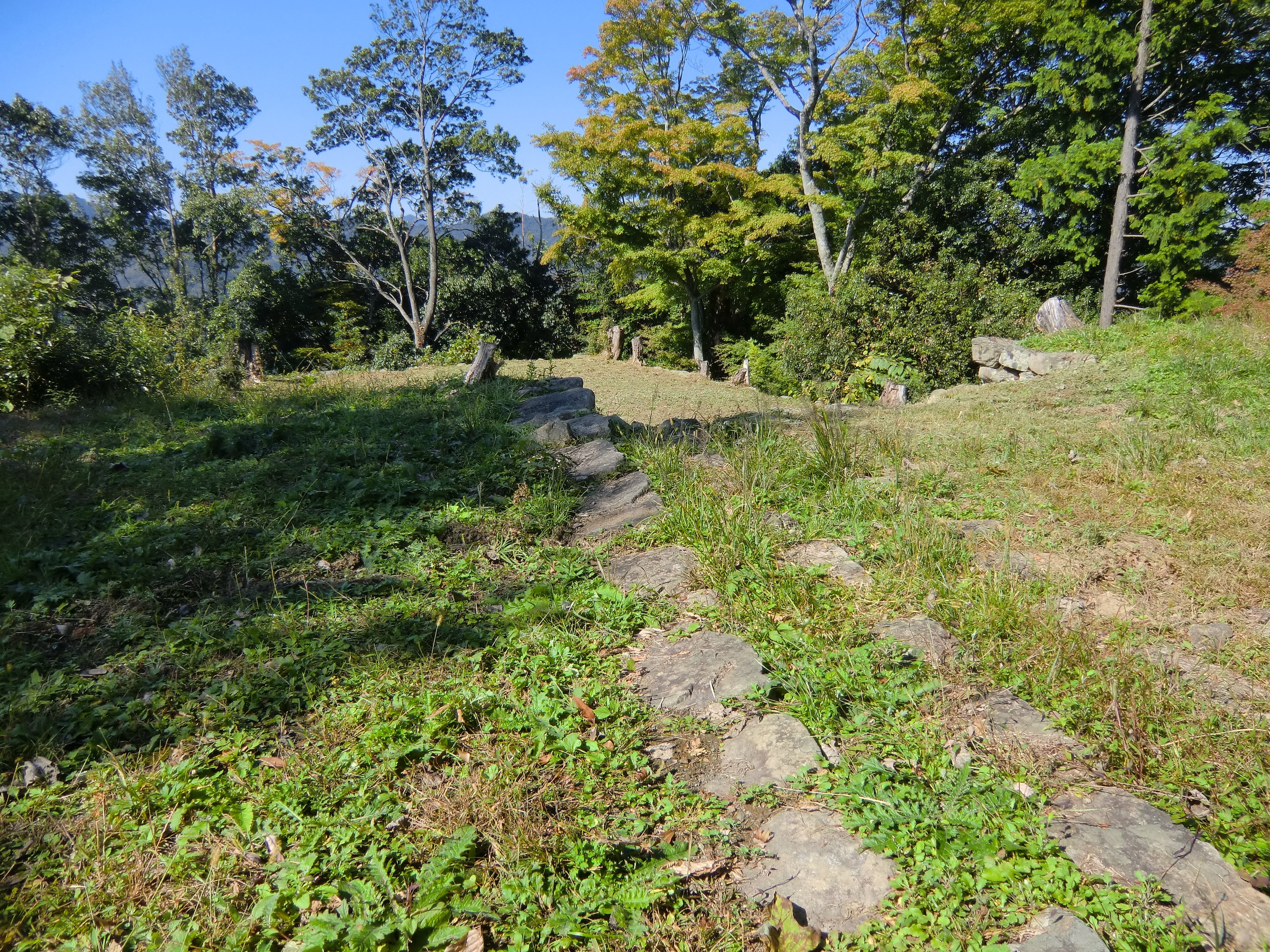
台所の排水路跡、奥は海老櫓跡
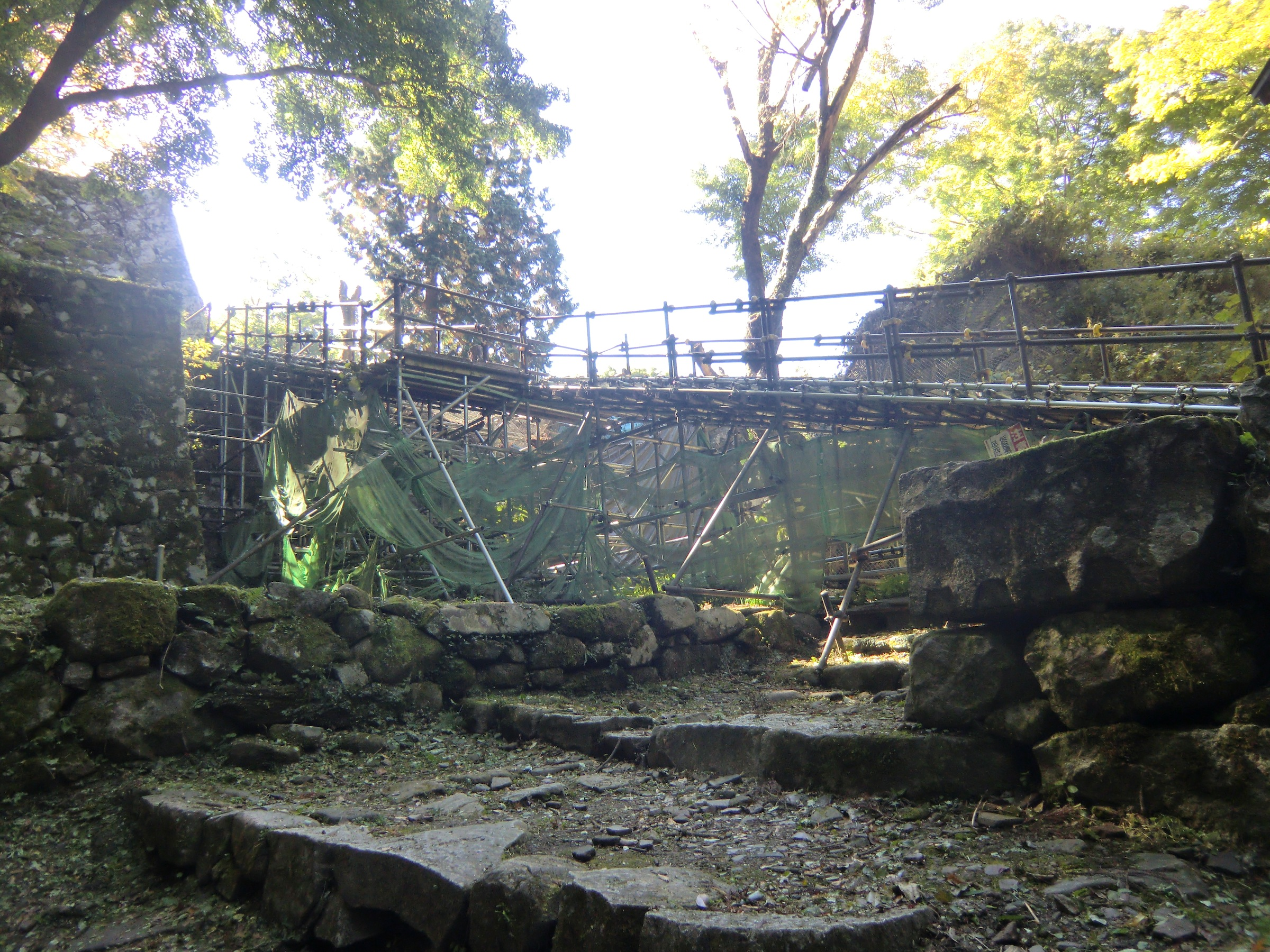
東門跡
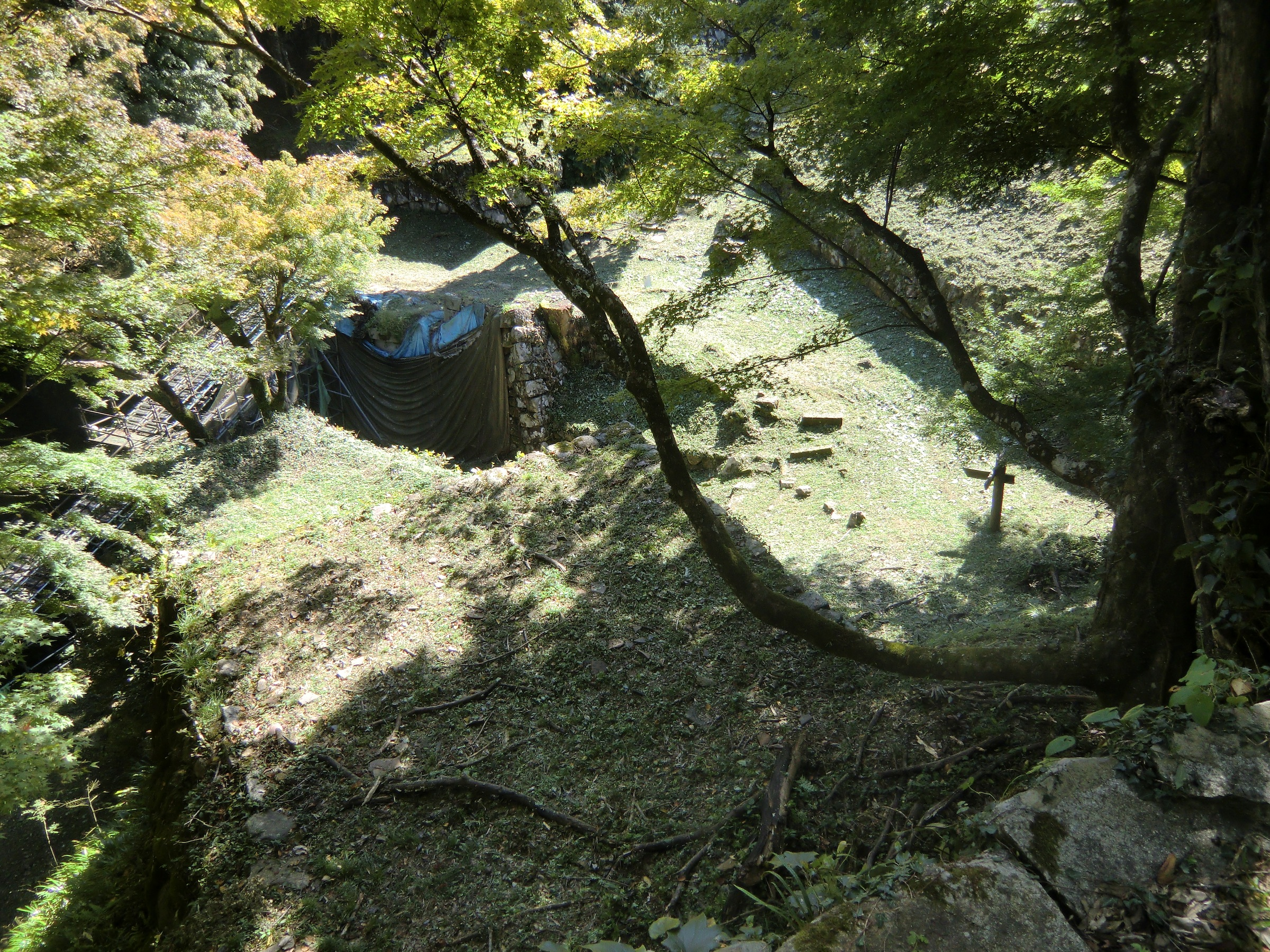
東門の三段櫓跡
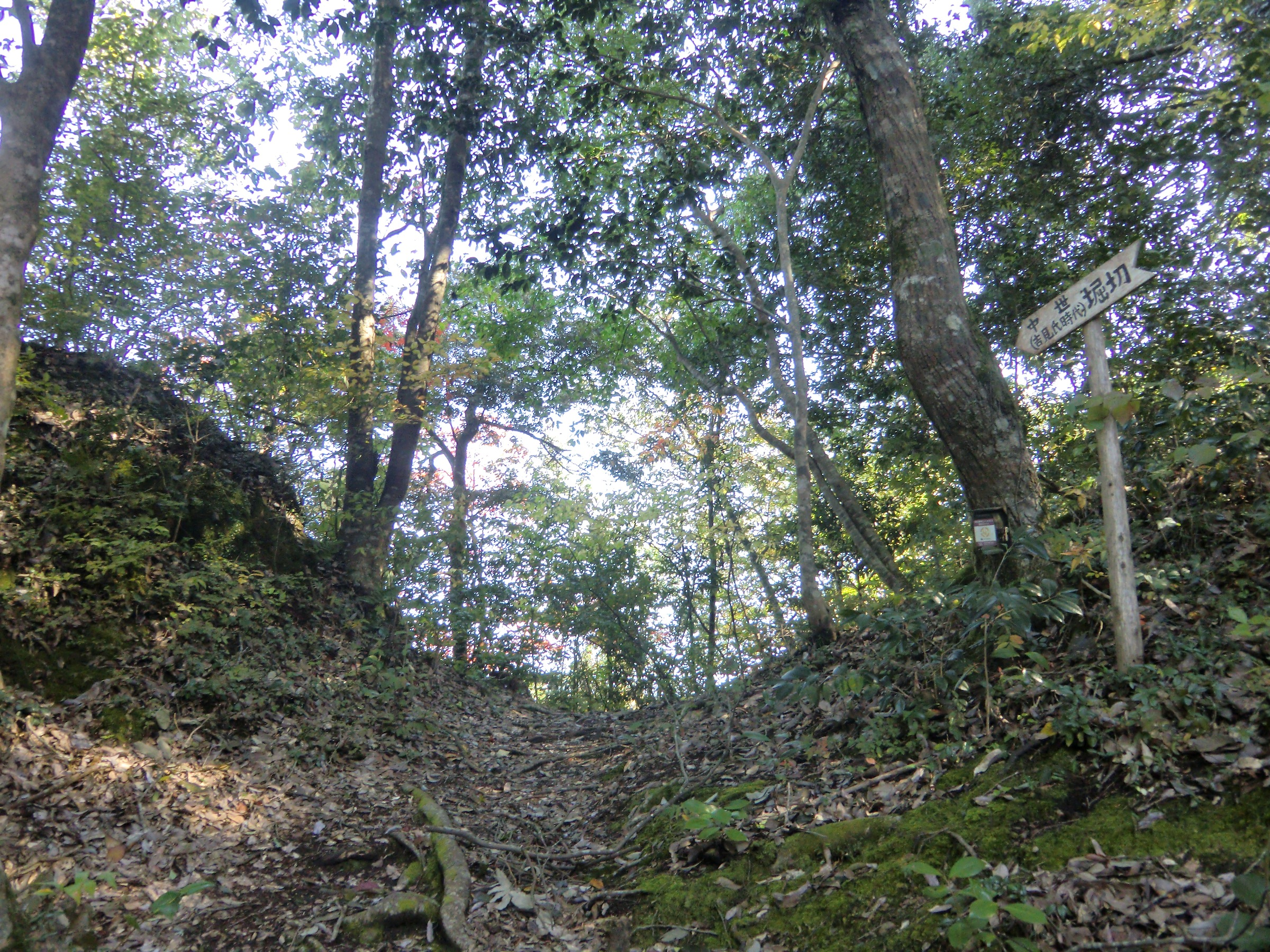
堀切跡
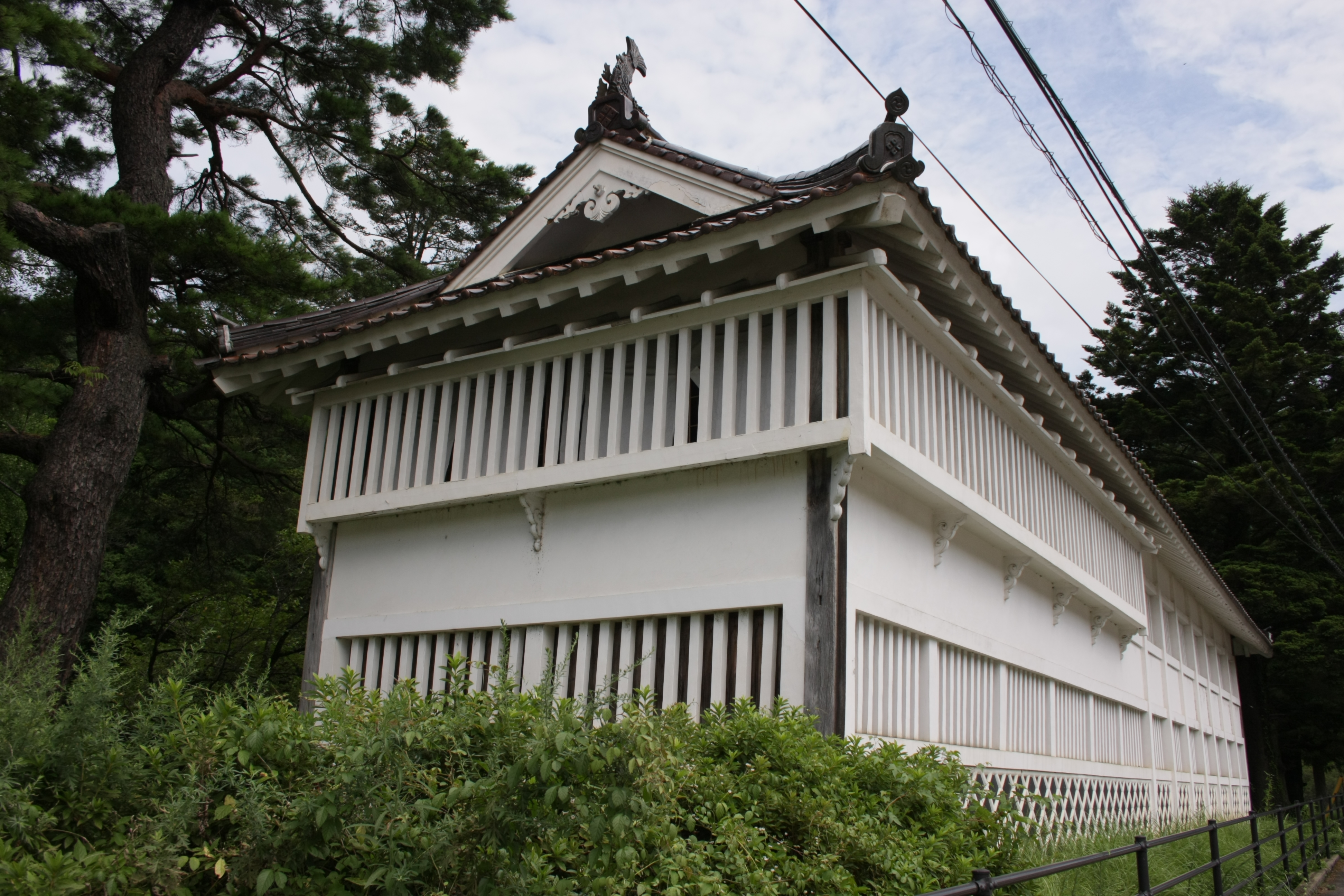
物見櫓

## アクセス
- JR西日本山口線津和野駅から津和野城跡観光リフト上り口まで徒歩約40分。リフトで降り口まで5分。リフト降り口から本丸まで徒歩約15分。
- リフト登り口に無料駐車場30台有。